# Parisolabis johnsi
Parisolabis johnsi är en tvestjärtart som beskrevs av Hudson 1975. Parisolabis johnsi ingår i släktet Parisolabis och familjen skevtångtvestjärtar. Inga underarter finns listade i Catalogue of Life.